# Чиђано (Арецо)
Чиђано је насеље у Италији у округу Арецо, региону Тоскана.
Према процени из 2011. у насељу је живело 610 становника. Насеље се налази на надморској висини од 345 м.